# Thẩm phán cao cấp (Việt Nam)
Thẩm phán cao cấp là chức danh và ngạch thẩm phán trong hệ thống tòa án nhân dân ở Việt Nam, cao hơn Thẩm phán trung cấp và thấp hơn Thẩm phán Tòa án nhân dân tối cao.

## Tiêu chuẩn bổ nhiệm
1. Người có đủ các tiêu chuẩn chung của thẩm phán trong hệ thống tòa án nhân dân và có đủ các điều kiện sau đây thì có thể được tuyển chọn, bổ nhiệm làm Thẩm phán cao cấp; nếu là sỹ quan quân đội tại ngũ thì có thể được tuyển chọn, bổ nhiệm làm Thẩm phán cao cấp thuộc Tòa án quân sự.:
a) Đã là Thẩm phán trung cấp từ đủ 5 năm trở lên;
b) Có năng lực xét xử những vụ án và giải quyết những việc khác thuộc thẩm quyền của Tòa án cấp cao, của Tòa án quân sự trung ương theo quy định của luật tố tụng;
c) Đã trúng tuyển kỳ thi nâng ngạch Thẩm phán cao cấp.
2. Trường hợp do nhu cầu cán bộ của Tòa án nhân dân, người chưa là Thẩm phán trung cấp có đủ tiêu chuẩn, điều kiện sau đây thì có thể được tuyển chọn, bổ nhiệm làm Thẩm phán cao cấp; nếu là sỹ quan quân đội tại ngũ thì có thể được tuyển chọn, bổ nhiệm làm Thẩm phán cao cấp thuộc Tòa án quân sự:
a) Là công dân Việt Nam, trung thành với Tổ quốc và Hiến pháp nước Cộng hòa xã hội chủ nghĩa Việt Nam, có phẩm chất đạo đức tốt, có bản lĩnh chính trị vững vàng, có tinh thần dũng cảm và kiên quyết bảo vệ công lý, liêm khiết và trung thực.
b) Có trình độ cử nhân luật trở lên.
c) Đã được đào tạo nghiệp vụ xét xử.
d) Có sức khỏe bảo đảm hoàn thành nhiệm vụ được giao.
e) Đã có thời gian làm công tác pháp luật từ 18 năm trở lên;
f) Có năng lực xét xử những vụ án và giải quyết những việc khác thuộc thẩm quyền của Tòa án cấp cao, của Tòa án quân sự trung ương theo quy định của luật tố tụng;;
g) Đã trúng tuyển kỳ thi tuyển chọn vào ngạch Thẩm phán cao cấp.
3. Trong trường hợp đặc biệt, người được cơ quan, tổ chức có thẩm quyền điều động đến để đảm nhiệm chức vụ lãnh đạo Tòa án nhân dân cấp cao, Tòa án nhân dân tỉnh, thành phố trực thuộc trung ương, Tòa án nhân dân huyện, quận, thị xã, thành phố thuộc tỉnh và tương đương, tuy chưa đủ thời gian làm công tác pháp luật nhưng có đủ các tiêu chuẩn chung của thẩm phán trong hệ thống tòa án nhân dân và có năng lực xét xử những vụ án và giải quyết những việc khác thuộc thẩm quyền của Tòa án theo quy định của luật tố tụng thì có thể được tuyển chọn và bổ nhiệm làm Thẩm phán cao cấp; nếu người đó là sĩ quan quân đội tại ngũ thì có thể được tuyển chọn và bổ nhiệm làm Thẩm phán cao cấp các Tòa án quân sự.

## Lịch sử
Từ tháng 8 năm 2015 đến tháng 5 năm 2019, 171 người được bổ nhiệm chức danh Thẩm phán cao cấp.